# Chang Yuan
Det här är en artikel om en person med kinesiskt personnamn; Chang är familjenamnet.
Chang Yuan (kinesiska: 常园), född 24 juni 1997, är en kinesisk boxare.

## Karriär
Vid olympiska sommarspelen 2020 i Tokyo blev Chang utslagen i kvartsfinalen i flugvikt av bulgariska Stoyka Krasteva. Vid olympiska sommarspelen 2024 i Paris tog hon guld i bantamvikt efter att ha besegrat turkiska Hatice Akbaş i finalen.